# Conférence de Milan de 2003 sur les changements climatiques
Pour les articles homonymes, voir COP 9.
La Conférence de Milan de 2003 sur les changements climatiques, ou COP9, est la 9e Conférence des parties (d'où son acronyme) organisée par  l'Organisation des Nations unies pour le Climat. Elle s'est tenue du 1er au 13 décembre 2003 à Milan, en Italie, réunissant les pays signataires de la Convention-cadre des Nations unies sur les changements climatiques (CCNUCC).

## Historique
Afin de garantir un suivi efficace des dispositions de la CCNUCC au niveau international, une conférence des parties (COP) est organisée chaque année, depuis 1995, avec la participation de tous les pays parties à cette Convention.

## Organisation et déroulement

### Présidence
Le Ministre de l'Environnement et de l'Eau de Hongrie Miklós Persányi, est président de la COP.

### Participants
La liste officielle comprend 1 947 délégués représentant 171 pays et l’Union européenne. La délégation française, emmenée par Roselyne Bachelot, comprend cinquante-six personnes.